# Убилава, Юза Джахоевич
Юза Джахоевич Убилава — советский хозяйственный, государственный и политический деятель.

## Биография
Родился в 1941 году в Абхазской АССР. Член КПСС с 1968 года.
С 1957 года — на хозяйственной, общественной и политической работе. В 1957—1990 гг. — рабочий Ингурсплавконторы, проходчик Ингурской изыскательской экспедиции, экономист-бухгалтер, начальник отдела, заместитель начальника Главного управления по делам колхозов Министерства сельского хозяйства Грузинской ССР, председатель райисполкома, первый секретарь райкома, горкома КП Грузии, министр мясной и молочной промышленности Грузинской ССР, Председатель Совета Министров Абхазской АССР.
Избирался депутатом Верховного Совета СССР 10-го и 11-го созывов. 
Делегат XXV, XXVI и XXVII съездов КПСС. 
Живёт в Грузии.